# Guillaume Pot de Rhodes
Pour les articles homonymes, voir Rhodes (homonymie).
Guillaume Pot, seigneur de Rhodes et de Chemaut, dit Guillaume Pot de Rhodes († 1603), officier de la Maison du roi de France, maître des cérémonies de l'Ordre de Saint-Michel, premier prévôt et maître des cérémonies de l'Ordre du Saint-Esprit, premier grand maître des cérémonies de France, premier écuyer tranchant et porte-cornette blanche du roi.

## Biographie
Né vers 1539 dans une grande famille noble d'origine limousine(1), il épousa Jacqueline de La Châtre, fille du premier maréchal de la Châtre, et d'Anne de Robertet. Ami d'Henri III, Guillaume possédait plusieurs charges de la Maison du roi :
- Premier écuyer tranchant.
- Porte-cornette blanche du roi.

Il fut également le quatrième à porter le titre de « maître des cérémonies », créé par François Ier, succédant ainsi à son père, Jean Pot de Chemault, auquel il succéda également dans la charge de maître des cérémonies de l'Ordre de Saint-Michel (qui avait été créé par Louis XI)..
Il fut le premier prévôt et maître des cérémonies de l'Ordre du Saint-Esprit, créé par Henri III le 31 décembre 1578.
En 1583, l'assemblée de Saint-Germain, chargée de discuter la confusion régnant alors dans le cérémonial, le chargea de rédiger un mémoire sur les usages en cours. Ce mémoire ne nous est pas parvenu, mais il a probablement influencé les ordonnances du 1er janvier 1585 prises par Henri III concernant la Maison du roi et le cérémonial.
Parmi ces ordonnances figurait un règlement créant la charge de grand maître des cérémonies de France, par soustraction des devoirs du grand maître de France — charge qui fut donnée à Guillaume, lequel reçut les lettres patentes afférentes le 2 janvier 1585. La mauvaise santé de Guillaume, et ses fonctions à l'armée, rendirent nécessaire la création de la charge de Grand maître des cérémonies de France, sous les ordres du grand maître.
Cette charge fut transmise à ses fils Guillaume II (1603-1615), puis François Pot (1616-1619), à Claude Pot fils de François (1622-1642), Henri Pot (1642-1666) frère de Claude, et enfin à Charles Pot, fils d’Henri, qui vendit cette charge en 1684.
Guillaume Pot fut inhumé dans l'église Saint-Pierre de Mouhet, avec son père Jean, sous une plaque de marbre  qu'il avait faite  installer, portant leurs épitaphes et celles de leur épouses, entourée des écus de ses ascendants.
(1) L'origine de la famille Pot est limousine (Creuse). La première mention écrite de cette famille est un contrat de mariage, en 1220, entre Guillaume Pot, seigneur de Champroy, et Blanche du Verdier. Son fils Raoul Pot recevra en héritage la seigneurie de La Prugne (Berry). La branche aînée de la famille Pot ira s'installer en Bourgogne au début du quatorzième siècle et s'éteindra en 1510 avec Anne Pot, Dame de La Rochepot (anciennement La Roche-Nolay), épouse de Guillaume de Montmorency, et mère du connétable Anne de Montmorency. Deux membres de cette famille seront Chevaliers de l'Ordre de la Toison d'or : Régnier Pot est nommé le second entre les vingt-quatre chevaliers de la première promotion par le duc Philippe le Bon, et Philippe Pot en 1471, au chapitre de l'Ordre tenu à Saint Omer par le duc de Bourgogne, qui le nomma premier chambellan. Les Pot de Rhodes sont la branche cadette et les Pot de Piégu, la branche aînée, car elle portait les armes de la famille sans brisure. L'ajout de Rhodes vient de la seigneurie et du château de Rhodes (commune de Mouhet, Indre), qui entra dans la famille Pot avec Jeanne de Séris vers 1364, par son alliance avec Raoul Pot. Rhodes n’a rien à voir avec l’île grecque du même nom, ni avec les chevaliers de ce nom.
Armes pleines : « d'or, à la fasce d'azur ».

## Mariage et descendance
Guillaume Pot de Rhodes eut six filles et cinq garçons, de Jacqueline de La Châtre, :
- Henri (1568-1590), tué à la bataille d'Ivry-la-Chaussée portant la cornette blanche
- Guillaume († 1616), qui reprit sa charge de grand maître des cérémonies, marié à Anne de Brouilly (sans enfant)
- François († 1622, siège de Montpellier), qui reprit la charge de Guillaume. Marié à Marguerite d'Aubray, fille de Claude, seigneur de Bruyères le Château, et de Marie Lalemant. Il épousa Louise-Henriette de La Châtre (sa cousine, fille de Louis), puis Louise de Lorraine (fille naturelle de Louis et de Charlotte des Essarts)
- Guy, chevalier de Malte
- Antoine, abbé de Saint-Georges-sur-Loire, puis capucin
- Louise, épouse de Claude de l'Aubespine, seigneur de Verderonne
- Marie, mariée à François de Pouget, seigneur de Nadaillac
- Catherine, religieuse, prieure de Saint-Pardoux
- Anne, religieuse, supérieure du couvent de l'Annonciade à Paris
- Jeanne, mariée à René de Laage, seigneur de Puy-Laurens, ont pour enfant Antoine de L'Age
- Georgette, religieuse au couvent de l'Annonciade à Paris

Armes de la branche cadette : « d'or, à la fasce d'azur, au lambel de gueules de trois pièces ».